# Nicolás Vargas
Pablo Nicolás Vargas Romero (Rengo, Región del Libertador Bernardo O'Higgins, 15 de septiembre de 1993), es un futbolista profesional chileno que juega de defensa y actualmente se encuentra en Huachipato. También ha participado en la Selección Chilena Sub-20.  

## Trayectoria
Se inició en las inferiores de O'Higgins jugando en la mayoría en todas las divisiones del club teniendo una gran participación lo que llevó que en el año 2011 el técnico Ivo Basay lo subiera el primer equipo pero finalmente el técnico que lo hace debutar es José Cantillana contra Colo-Colo en el Estadio El Teniente ingresando en el minuto 60' reemplazando a Sebastián Pinto en la victoria del equipo por 2 goles a 0. El primer semestre del 2013 Eduardo Berizzo decide enviarlo a préstamo para tener más minutos a Barnechea de la Primera B. El segundo semestre regresa del préstamo para jugar la temporada 2013-2014 por O'Higgins. El segundo semestre del 2016 es enviado a préstamo a Audax Italiano por una temporada.

## Selección chilena
Ha sido parte de la Selección de fútbol sub-20 de Chile disputó varios partidos preparatorios para el Sudamericano Sub-20 2013 de Argentina, como por ejemplo un cuadrangular en donde se enfrentó a grandes selecciones de Sudamérica, también un importante gira por Europa que duró aproximadamente un mes, y otros amistosos. César estuvo presente en todos los preparativos de la "rojita". Pero finalmente no estuvo en la cita planetaria. Posteriormente con Claudio Vivas jugó el Torneo Esperanzas de Toulon de 2014 en el cual disputó 3 partidos quedando eliminados en primera ronda.
Durante el Sudamericano, fuentes realizando una excelente labor de lateral derecho, jugando los 4 partidos de
| Campeonato                  | Sede    | Año  |
| --------------------------- | ------- | ---- |
| Torneo Esperanzas de Toulon | Francia | 2014 |

## Estadísticas

### Clubes
| Club | Div.             | Temporada        | Liga  | Liga  | Copas nacionales(1) | Copas nacionales(1) | Copas internacionales(2) | Copas internacionales(2) | Total | Total |
| Club | Div.             | Temporada        | Part. | Goles | Part.               | Goles               | Part.                    | Goles                    | Part. | Goles |
| --- | ---------------- | ---------------- | ----- | ----- | ------------------- | ------------------- | ------------------------ | ------------------------ | ----- | ----- |
| O'Higgins · Chile | 1.ª              | 2011             | 1     | 0     | —                   | —                   | —                        | —                        | 1     | 0     |
| O'Higgins · Chile | 1.ª              | 2012             | 2     | 0     | 2                   | 0                   | —                        | —                        | 4     | 0     |
| A.C. Barnechea · Chile | 2.ª              | 2013             | 1     | 0     | —                   | —                   | —                        | —                        | 1     | 0     |
| A.C. Barnechea · Chile | Total club       | Total club       | 1     | 0     | 0                   | 0                   | 0                        | 0                        | 1     | 0     |
| O'Higgins · Chile | 1.ª              | 2013-14          | 28    | 0     | 6                   | 0                   | 5                        | 0                        | 39    | 0     |
| O'Higgins · Chile | 1.ª              | 2014-15          | 25    | 1     | 4                   | 0                   | —                        | —                        | 29    | 1     |
| O'Higgins · Chile | 1.ª              | 2015-16          | 27    | 0     | 8                   | 0                   | —                        | —                        | 35    | 0     |
| O'Higgins · Chile | Total club       | Total club       | 83    | 1     | 20                  | 0                   | 5                        | 0                        | 108   | 1     |
| Audax Italiano · Chile | 1.ª              | 2016             | 6     | 0     | —                   | —                   | —                        | —                        | 6     | 0     |
| Audax Italiano · Chile | Total club       | Total club       | 6     | 0     | 0                   | 0                   | 0                        | 0                        | 6     | 0     |
| Coquimbo Unido · Chile | 2.ª              | 2017             | 5     | 0     | —                   | —                   | —                        | —                        | 5     | 0     |
| Coquimbo Unido · Chile | Total club       | Total club       | 5     | 0     | 0                   | 0                   | 0                        | 0                        | 5     | 0     |
| Ñublense · Chile | 2.ª              | 2018             | 13    | 0     | 1                   | 0                   | —                        | —                        | 14    | 0     |
| Ñublense · Chile | 2.ª              | 2019             | 24    | 1     | 5                   | 0                   | —                        | —                        | 29    | 1     |
| Ñublense · Chile | 2.ª              | 2020             | 26    | 3     | —                   | —                   | —                        | —                        | 26    | 3     |
| Ñublense · Chile | 1.ª              | 2021             | 29    | 6     | 7                   | 2                   | —                        | —                        | 36    | 8     |
| Ñublense · Chile | 1.ª              | 2022             | 25    | 3     | 2                   | 0                   | 1                        | 1                        | 28    | 4     |
| Ñublense · Chile | Total club       | Total club       | 118   | 13    | 15                  | 2                   | 1                        | 1                        | 133   | 16    |
| Deportes Copiapó · Chile | 1.ª              | 2023             | 11    | 0     | 0                   | 0                   |                          |                          | 11    | 0     |
| Deportes Copiapó · Chile | 1.ª              | 2024             | 19    | 3     | 2                   | 0                   |                          |                          | 21    | 3     |
| Total club | Total club       | Total club       | 32    | 3     | 2                   | 0                   | 0                        | 0                        | 34    | 3     |
| Huachipato · Chile | 1.ª              | 2025             | 7     | 0     | 5                   | 0                   | —                        | —                        | 12    | 0     |
| Huachipato · Chile | Total club       | Total club       | 7     | 0     | 5                   | 0                   | 0                        | 0                        | 12    | 0     |
| Total en carrera | Total en carrera | Total en carrera | 252   | 17    | 42                  | 2                   | 6                        | 1                        | 300   | 20    |
| (1)Incluye datos de la Copa Chile y Supercopa de Chile. (2)Incluye datos de la Copa Libertadores de América y Copa Sudamericana. |                  |                  |       |       |                     |                     |                          |                          |       |       |

## Palmarés

### Campeonatos nacionales
| Título                    | Club      | País  | Año    |
| ------------------------- | --------- | ----- | ------ |
| Primera División de Chile | O'Higgins | Chile | 2013-A |
| Supercopa de Chile        | O'Higgins | Chile | 2014   |
| Primera B                 | Ñublense  | Chile | 2020   |

### Distinciones individuales
| Distinción                   | Año  |
| ---------------------------- | ---- |
| Medalla Santa Cruz de Triana | 2014 |